# Theodor Flensburg
Niclas Theodor Flensburg, i riksdagen kallad Flensburg i Malmö, född 25 augusti 1822 i Malmö, död där 16 januari 1898, var en svensk affärsman och politiker. Han var son till Mathias Flensburg och far till Ernst Flensburg.
Flensburg blev 1840 student vid Lunds universitet och var från 1847 verksam som grosshandlare och delägare i firman M. Flensburgs söner. Han var från 1854 vicekonsul för Storbritannien. Han var även dirigent för Köpenhamns privata lånebanks avdelning i Malmö.
Flensburg var ledamot av Malmö stadsfullmäktige 1863–92, i styrelsen för Tekniska elementarskolan i Malmö 1861–96 (ordförande där under 25 år), ordförande i styrelsen för Malmö stads vattenverk, i handels- och sjöfartsnämnden, i styrelsen för Malmö barnsjukhus och i direktionen för navigationsskolan i Malmö. Han var ledamot av riksdagens andra kammare 1878–1881, invald i Malmö stads valkrets.